# Gaultherieae
Gaultherieae es una tribu de plantas fanerógamas perteneciente a la familia Ericaceae. El género tipo es Gaultheria L.. Incluye los siguientes géneros:

## Géneros
- Brossaea L. = Gaultheria L.
- Brossea Kuntze, orth. var. = Gaultheria L.
- Cassandra D. Don = Chamaedaphne Moench
- Chamaedaphne Moench
- Chiogenes Salisb. ex Torr. = Gaultheria L.
- Diplycosia Blume
- Eubotryoides (Nakai) H. Hara ~ Leucothoe D. Don
- Eubotrys Nutt. ~ Leucothoe D. Don
- ×Gaulnettya Marchant [= Gaultheria × Pernettya\; o Gaulthettya]
- Gaultheria L.
- Leucothoe D. Don
- Oreocallis Small = Leucothoe D. Don
- Pernettya Gaudich. ~ Gaultheria L.
- Pernettyopsis King & Gamble
- Tepuia Camp